# Imielin (gmina wiejska)
Imielin – dawna gmina wiejska istniejąca w latach 1945–1954 i 1973–1975 w województwie śląskim, katowickim i stalinogrodzkim. Siedzibą władz gminy była wieś Imielin (1957–1966 osiedle, 1967–1975 samodzielne miasto, 1975–1977 dzielnica Tychów, 1977–1994 dzielnica Mysłowic, od 1994 ponownie samodzielne miasto).
Gmina zbiorowa Imielin powstała w grudniu 1945 w powiecie pszczyńskim w woj. śląskim (śląsko-dąbrowskim). Według stanu z 1 stycznia 1946 gmina składała się z 2 gromad: Imielin i Gać. 6 lipca 1950 zmieniono nazwę woj. śląskiego na katowickie, a 9 marca 1953 kolejno na woj. stalinogrodzkie.
Według stanu z 1 lipca 1952 gmina składała się z 2 gromad: Gać i Imielin. Gmina została zniesiona 29 września 1954 wraz z reformą wprowadzającą gromady w miejsce gmin.
Jednostkę reaktywowano 1 stycznia 1973 w powiecie tyskim (utworzonym w 1954) w woj. katowickim. W jej skład weszły sołectwa Chełm Śląski, Kopciowice i Dziećkowice.
27 maja 1975 gmina została zniesiona, a jej obszar włączony do Tychów.
Według danych z 31 grudnia 2017 roku gminę zamieszkiwało 9052 osób.